# Regioni di discontinuità
Nella Scienza delle Costruzioni si indicano come regioni di discontinuità le strutture, o parti di queste, in cui non risulta applicabile l'ipotesi di Bernoulli. Nella letteratura anglosassone vengono chiamate D regions. La D sta per Deep Beams, Discontinuity, Disturbed, Detail infatti si tratta di zone interessate da fenomeni diffusivi, ovvero da stati di sforzo bi/tridimensionali.
Le regioni di discontinuità possono essere intere strutture come le travi parete, le mensole tozze e i plinti o sottosistemi di membrature quali le zone di introduzioni di carichi concentrati e dove avvengono brusche variazioni di sezione.
Nelle D regions non è valido il regime alla de Saint Venant e per tanto non valgono i risultati semplificati forniti dalle teorie classiche (de Saint Venant per le strutture monodimensionali, Germain - Lagrange per le piastre inflesse, ecc.).
Le zone di discontinuità sono caratterizzate da singolarità di tipo geometrico e/o statico.
Quelle di tipo geometrico possono essere le brusche variazioni di sezione e di direzione dell'asse di una trave, le aperture, le nicchie, le mensole tozze, ecc. mentre quelle di natura statica possono essere i carichi concentrati attivi e reattivi, forze di precompressione, ecc.
In una stessa struttura, come succede in una trave, si possono individuare B regions e D regions le cui sezioni di separazione  possono essere assunte ad una distanza pari a circa l'altezza dell'elemento strutturale a partire dall'origine del disturbo.
Tale regola si basa sul principio di de Saint Venant e perciò non  è precisa, ma non è necessaria alcuna precisione poiché la regola dà solo un aiuto qualitativo per la determinazione dell'estensione delle D regions. 
In passato la progettazione delle zone di discontinuità avveniva sulla base di formulazioni empiriche suffragate da prove sperimentali.
L'affidamento prevalente a criteri empirici per l'analisi delle regioni D era dovuto alla scarsa importanza che in passato si dava alle zone di disturbo.
Solo negli ultimi decenni si è potuto definitivamente accertare la grande influenza che la corretta progettazione delle regioni di discontinuità ha sul comportamento (non solo allo stato limite ultimo) degli organismi strutturali; anche quando queste sono localizzate e di limitata estensione come ad esempio negli angoli dei telai (i nodi trave - pilastro). 
Gli attuali orientamenti mirano a limitare l'impiego di tali formulazioni, ed a trarre dalle prove sperimentali ispirazione per la costruzione di modelli sempre più affinati quali lo strut and tie model, che non di procedure empiriche.
Attualmente in Italia il D.M. del 14.01.2008, al p.to 4.1.2.1.5, permette di condurre le verifiche di sicurezza di elementi tozzi, nelle zone diffusive e nei nodi, con riferimento a schematizzazioni basate sull'individuazione di tiranti e puntoni. 
Il traliccio equivalente per le D regions in letteratura viene definito anche strut and tie model (STM).
Una generica zona D può essere comunque studiata con lo strut and tie method sia in fase non fessurata (fase I) che in fase fessurata (fase II); i due tralicci che si otterranno, a causa dell'insorgere delle fessure, saranno però tra loro differenti infatti nel primo caso la trave equivalente si può ricavare dall'analisi in campo lineare elastico, mentre nel secondo caso, ad esempio, mediante il load path method.